# Catalina de Zúñiga y Sandoval
Catalina de Zúñiga y Sandoval (Tordesillas, 1555-Madrid, 1628) fue una noble y poeta española del siglo XVI.

## Biografía
Catalina de Zúñiga nació en Tordesillas, Valladolid, en 1555. Pertenecía a una familia aristocrática, ya que sus padres fueron Francisco Gómez de Sandoval-Rojas y Zúñiga, IV marqués de Denia y III conde de Lerma, e Isabel de Borja y Castro. Por parte de madre, su abuelo fue Francisco de Borja, el cual llegó a ser canonizado en 1671. Fue la hermana de Francisco de Rojas y Sandoval, primer duque de Lerma y valido de Felipe III. 
Llegó a ser condesa de Andrade, dado que en 1574 se casó con Fernando Ruiz de Castro Andrade y Portugal, III conde de Andrade, VI conde de Lemos, V conde de Villalba y III marqués de Sarria. Este también fue virrey de Nápoles de 1599 a 1601. Tras el fallecimiento de su marido, en 1601, regresó a España, estando la corte asentada en Valladolid. Gracias a las influencias de su hermano sobre el círculo cercano a Felipe III llegó a ser camarera mayor de la reina Margarita de Austria-Estiria, hasta la muerte de esta en 1611. Fue su confesor el jesuita Fernando de Mendoza, quien reflejó gran parte de la enemistad de la condesa de Lemos con el entorno de la reina, en su enfrentamiento con el confesor de esta, su compañero jesuita, Richard Haller.
Fruto de su matrimonio, tuvo dos hijos: Pedro Fernández de Castro y Andrade, VII conde de Lemos y virrey de Nápoles entre 1610 y 1616, y Francisco Ruiz de Castro, VIII conde de Lemos y Virrey de Nápoles desde la muerte de su padre a 1603.
Participó activamente en la vida política de su familia, pero también tuvo un gran interés por las artes tal y como lo demuestra el hecho de que fue poseedora de una gran biblioteca.
Murió en 1628, a los setenta y tres años de edad.

## Obra
En el Cancionero de Pedro de Rojas se recoge un poema suyo. Esta composición se enmarca dentro del género pregunta-respuesta pues es una respuesta a otro poema que le había escrito a ella Juan de Borja —posiblemente su hermano—.